# علی ملیحی
علی ملیحی روزنامه‌نگار و فعال دانشجویی است. ملیحی متولد ۱۳۶۱ است. او در رشته مهندسی برق تحصیل کرده و مسئول روابط عمومی سازمان دانش‌آموختگان ایران اسلامی (ادوار تحکیم وحدت) است.

## زندگی‌نامه
او در سال‌های گذشته با روزنامه‌های اعتماد و اعتمادملی و همچنین با مجله‌های شهروند امروز و ایران دخت همکاری کرده‌است. آخرین فعالیت مطبوعاتی ملیحی قبل از بازداشت با ماهنامه مهرنامه بود. گفتگوهای تحلیلی وی با شخصیت‌های سیاسی و فعالان مدنی ایران در حوزه تاریخ، وی را به عنوان یکی از مطرح‌ترین روزنامه‌نگاران این حوزه تبدیل کرده‌است. ملیحی به همراه سازمان دانش آموختگان ایران از کاندیداتوری مهدی کروبی در انتخابات ریاست جمهوری ایران (۱۳۸۸) حمایت کرده‌است.

## بازداشت
ملیحی صبح روز ۲۰ بهمن ۱۳۸۸ با برخورد خشونت‌آمیز و نامناسب مأموران امنیتی در منزل دستگیر شد و به سلول‌های انفرادی ۲۴۰ زندان اوین منتقل شد. او روزهای آغاز مرداد ۱۳۸۹ به همراه دیگر زندانیان سیاسی در اعتراض به رفتار زندانبانان و ممانعت از ملاقات با خانواده‌هایشان به اعتصاب غذا دست زد. ملیحی به گفته وکیل پرونده‌اش به چهار سال حبس تعزیری به دلیل شرکت در اجتماعات بعد از انتخابات ریاست‌جمهوری سال ۱۳۸۸ محکوم شده‌است.